# Mineral'nye Vody
Huyện Mineral'nye Vody (tiếng Nga: ? райо́н) là một huyện hành chính tự quản (raion), của Vùng Stavropol, Nga. Huyện có diện tích 46 km², dân số thời điểm ngày 1 tháng 1 năm 2000 là 74900 người. Trung tâm của huyện đóng ở Mineral'nye Vody.